# Wilhelm Pfeifer
Wilhelm Pfeifer (* 13. September 1913 in Kaiserswalde; † 25. Juli 1999) war ein deutscher Rechtsanwalt, Kommunalpolitiker (CDU) und Buchautor.

## Leben
Pfeifer wuchs im Sudetenland auf. Er studierte Geschichte, Germanistik und Philosophie an der Deutschen Universität Prag, legte die Staatsprüfungen für das höhere Lehramt ab, promovierte zum Dr. iur. und Dr. phil., wurde Referent für Hochschulförderung im Deutschen Studentenwerk Prag sowie Archivoberkommissär im Magistratsarchiv Prag. Während des Zweiten Weltkrieges gehörte er zum Mitarbeiterstab des Staatsministers Karl Frank im Reichsprotektorat Böhmen und Mähren und wurde Träger des Ehrenwinkels der Alten Kämpfer.
Nach dem Ende des Zweiten Weltkrieges wurde Wilhelm Pfeifer aus der Tschechoslowakei vertrieben und ließ sich als Rechtsanwalt in Baden-Württemberg nieder.
1965 wurde er 1. Vorsitzender der CDU-Ortsverbandes Schwäbisch Hall und Mitglied des Stadtrates, dem er bis zum 80. Lebensjahr 1993 angehörte.

## Ehrungen
1983 wurde ihm das Verdienstkreuz 1. Klasse der Bundesrepublik Deutschland verliehen, 1992 die Heimatmedaille des Landes Baden-Württemberg.
Aus Anlass seines 80. Geburtstages erfolgte im September 1993 die Verleihung der Ehrenbürgerschaft der Stadt Schwäbisch Hall. Aufgrund seiner NS-Vergangenheit wurde die Verleihung öffentlich kritisiert. Daher teilte Wilhelm Pfeifer am 1. März 1994 dem Haller OB mit, dass er das Ehrenbürgerrecht zurückgibt.

## Werke (Auswahl)
- Städtewappen und Städtesiegel in Böhmen und Mähren, München 1952
- Wappen, Siegel und Fahne der Stadt Schwäbisch Hall, 1975
- Weißbuch Niederland. Die Vertreibung in Nordböhmen 1945–1946. Backnang 1981
- Wanderungen im Niederland, Böblingen 1982
- Geist und Tat. 40 Jahre Zeitdokumente. Reden, Aufsätze, Berichte, Backnang 1993
- Das Fürstenhaus Liechtenstein in Nordböhmen, Backnang 1984
- Die Orte des nordböhmischen Niederlandes. In: Niederlandhefte, Heft 9, Schriftenreihe des Bundes der Niederländer, Niederland-Verlag, Böblingen 1977, ISBN 3-923947-00-3